# Røstlandet
Røstlandet is een plaats in de Noorse gemeente Røst, provincie Nordland. Røstlandet telt 358 inwoners (2007) en heeft een oppervlakte van 0,61 km².